# Приказчица
Приказчица — река в России, протекает в Уренском районе Нижегородской области. Устье реки находится в 4,5 км по правому берегу реки Темта. Длина реки составляет 11 км.
Исток реки находится у деревни Большое Кириллово в 7 км к северо-западу от города Урень. Река течёт на юго-восток, протекает через деревни Большое Никитино, Серово, Поляки и неподалёку от северных окраин города Урень. Впадает в Темту напротив села Темта.

## Данные водного реестра
По данным государственного водного реестра России относится к Верхневолжскому бассейновому округу, водохозяйственный участок реки — Ветлуга от города Ветлуга и до устья, речной подбассейн реки — Волга от впадения Оки до Куйбышевского водохранилища (без бассейна Суры). Речной бассейн реки — (Верхняя) Волга до Куйбышевского водохранилища (без бассейна Оки).
По данным геоинформационной системы водохозяйственного районирования территории РФ, подготовленной Федеральным агентством водных ресурсов:
- Код водного объекта в государственном водном реестре — 08010400212110000043342
- Код по гидрологической изученности (ГИ) — 110004334
- Код бассейна — 08.01.04.002
- Номер тома по ГИ — 10
- Выпуск по ГИ — 0